# Gemma Chan

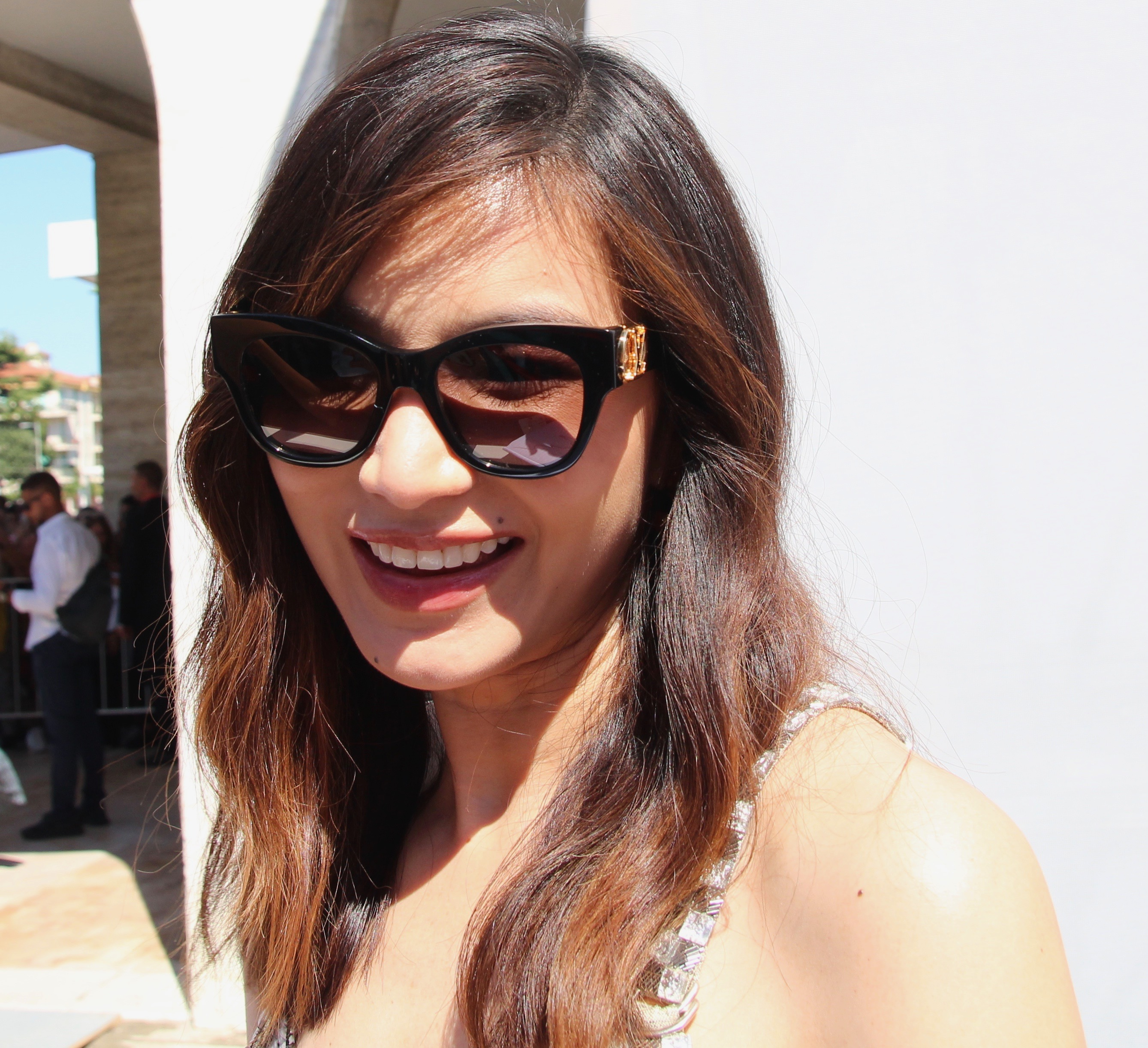
Gemma Chan (2022)

Gemma Chan (* 29. November 1982 in London) ist eine britische Schauspielerin und ein Model. Sie war in Jack Ryan: Shadow Recruit zu sehen, spielte eine Hauptrolle in der Serie Humans und eine Nebenrolle in Phantastische Tierwesen und wo sie zu finden sind aus dem Jahr 2016 sowie die Anführerin der Eternals (2021).

## Leben
Chan ist die Tochter eines Ingenieurs aus Hongkong und einer chinesischen Apothekerin. Sie wuchs in Sevenoaks in Kent auf. Vor ihrer Schauspielausbildung am Drama Centre London studierte sie Rechtswissenschaften am Worcester College in Oxford.
Im Jahr 2006 war sie eine der Teilnehmerinnen von Project Catwalk, der britischen Version von Project Runway, dort erreichte sie das Finale der ersten Staffel. Während ihres Schauspielstudiums arbeitete sie als Model für verschiedene Kampagnen von Nivea, Nokia oder die Kaufhauskette Selfridges.
Ihr Debüt im Fernsehen war die Miniserie When Evil Calls aus dem Jahre 2006, im Kino war sie erstmals in dem Thriller Exam – Tödliche Prüfung zu sehen. Im Jahr 2012 stand sie im Hampstead Theatre in London erstmals auf der Bühne in einer Inszenierung von Brechts Turandot.
Im September 2013 erschien Chan am zentralen Strafgerichtshof, dem Old Bailey in London, als Zeugin einer tödlichen Messerattacke vor der Putney Bridge-Station.
Chan war von 2011 bis 2017 mit dem britischen Comedian und Schauspieler Jack Whitehall liiert. Im Dezember 2018 hatten Chan und der britische Schauspieler Dominic Cooper ihren ersten gemeinsamen Auftritt als Paar bei den British Fashion Awards.

## Filmografie (Auswahl)
- 2006: When Evil Calls (Miniserie, 2 Folgen)
- 2009: Exam – Tödliche Prüfung (Exam)
- 2009: Doctor Who (Fernsehserie, Folge 4x16 Der rote Garten)
- 2010: Shanghai
- 2010: Sherlock (Fernsehserie, Folge 1x2 Der blinde Banker)
- 2010: Submarine
- 2011: Secret Diary of a Call Girl (Fernsehserie, 6 Folgen)
- 2012: Bedlam (Fernsehserie, 6 Folgen)
- 2013: The Double
- 2013: Dates (Fernsehserie, 2 Folgen)
- 2013: Mord auf Shetland (Shetland, Fernsehserie, 2 Folgen)
- 2013: Death in Paradise (Fernsehserie, Folge 2x07)
- 2014: Jack Ryan: Shadow Recruit
- 2014: The Game (Miniserie)
- 2015: Brotherhood (Fernsehserie, 3 Folgen)
- 2015–2018: Humans (Fernsehserie, 24 Folgen)
- 2016: Phantastische Tierwesen und wo sie zu finden sind (Fantastic Beasts and Where to Find Them)
- 2017: Transformers: The Last Knight
- 2017: Stratton
- 2018: Crazy Rich (Crazy Rich Asians)
- 2018: Leading Lady Parts (Fernsehkurzfilm)
- 2018: Maria Stuart, Königin von Schottland (Mary Queen of Scots)
- 2018: London Fields
- 2019: Captain Marvel
- 2020: Let Them All Talk
- 2021: Raya und der letzte Drache (Raya and the Last Dragon, Stimme)
- 2021: Eternals
- 2022: Don’t Worry Darling
- 2023: Extrapolations (Miniserie, Folge 6)
- 2023: The Creator